# Чемпионат мира по шоссейным велогонкам 2021 — индивидуальная гонка (мужчины)
Индивидуальная гонка с раздельным стартом у мужчин на чемпионате мира по шоссейному велоспорту 2021 года прошла 19 сентября в бельгийском регионе Фландрия. Победу второй год подряд одержал итальянский велогонщик Филиппо Ганна.

## Участники
Страны-участницы определялись на основании рейтинга UCI World Ranking. Максимальное количество гонщиков в команде не могло превышать 2 человек при условии что один из них участвует в групповой гонке. Помимо этого вне квоты могли участвовать действующие чемпион мира Филиппо Ганна, олимпийский чемпион Примож Роглич (не участвовал), чемпион Африки Райан Гиббонс и чемпион Панамерики Уолтер Варгас (не участвовал). Сборная России из-за допингового скандала выступала как Федерация велосипедного спорта России. Всего было заявлено 58 участников из 40 стран. Трое гонщиков не стартовало. Всего участие приняло 55 участников из 39 стран.
| Национальные сборные (40)- Италия - Бельгия - Швейцария - Дания - Франция - Словения - Польша - Колумбия - Португалия - США - Германия - Норвегия - Канада - Чехия - Великобритания - Нидерланды - Испания - Федерация велосипедного спорта России - Новая Зеландия - ЮАР - Эфиопия - Панама - Австрия - Ирландия - Казахстан - Словакия - Украина - Венгрия - Таиланд - Сербия - Болгария - Узбекистан - Исландия - Катар - Кипр - Гана - Пакистан - Сирия - Алжир - Литва |
| |

## Маршрут
Маршрут располагался в Западной Фландрии. Старт располагался в Кнокке-Хейсте на пляже Северного море, вдоль побережья которого предстояло проехать 1,5 км. Далее трасса пройдя через цент города, шла вглубь страны проходя в том числе через Дамме. Она состояла из длинных, практически плоских, прямых участков с малым количеством крутых поворотов. Финиш находился в исторической части Брюгге на самой большой его площади.
Общая протяжённость дистанции составила 43,3 км с перепадом высоты 78 м.

## Ход гонки
Гонщики стартовали согласно своим номерам в обратном порядке. Первым финишную линию пересёк итальянец Маттео Собреро, преодолев дистанцию почти за 50 мин 53 сек. Его результат сначала на минуту улучшает британец Дэниел Бигем, а затем ещё на несколько секунд немец Макс Вальшайд, установив 49 мин 41 сек. Cловенец Ян Тратник и датчанин Миккель Бьерг не смогли улучшить текущий финишный результат.
⠀
Швейцарец Стефан Биссеггер превосходит время лидера на 28 секунд, проехав дистанцию за 49 мин 13 сек. Следом за ним финиширует бельгиец Ремко Эвенепул, для которого это был дебютный чемпионат среди профессионалов, скинув ещё 42 секунды, показал результат 48 мин 31 сек и надолго захватывает лидерство. Финишировавший после него итальянец Эдоардо Аффини уступил ему больше минуты — 49 мин 36 сек, а последующие почти 30 стартовавших гонщиков в качестве претендентов на медали практически не рассматривались.
Начиная с 16-го стартового номера располагались основные лидеры и претенденты на подиум. Первым из них финишировал нидерландец Йос ван Эмден, показав пятый результат — 49 мин 41 сек. Британец Итан Хейтер расположился на третьем промежуточном месте с результатом 49 мин 14 сек, уступив Стефану Биссеггеру  меньше секунды. Немец Тони Мартин, для которого это была последняя в карьере индивидуальная гонка, уступил только Эвенепулу показав второй текущий результат — 49 мин 05 сек. В промежуточной десятке расположились португалец Нельсон Оливейра (49 мин 42 сек) и словенец Тадей Погачар (49 мин 40 сек). Датчанин Каспер Асгрин на первой промежуточной отсечке показал лучший результат, но затем стал сдавать. В итоге он проиграл Эвенепулу всего 2 секунды — 48 мин 33 сек. Действующий Чемпион Европы швейцарец Штефан Кюнг проехал дистанцию довольно неудачно, 48 мин 54 сек и только третий промежуточный результат.
Стартовавший предпоследним бельгиец Ваут ван Арт, показав на обоих промежуточных отсечках лучший результат, первым выехал из 48 минут. Он опередил на финише Эвенепула на 38 секунд, преодолев дистанцию за 47 мин 53 сек. Последним стартовал прошлогодний чемпион в данном виде итальянец Филиппо Ганна. Он начал хуже ван Арта, уступив ему на первой промежуточной отсечке через 13,8 км от старта 6,68 сек. Ко второй промежуточной отсечке за 10 км до финиша почти сократил своё отставание от него до 0,84 сек. А финише показал лучший результат — 47 мин 47 сек, опередив ван Арта на 5,37сек и защитил свой титул.

## Результаты
| \| Генеральная классификация \| Генеральная классификация \| Генеральная классификация \| Генеральная классификация \| Генеральная классификация \| \| Гонщик \| Гонщик \| Команда \| Время \| \| \| ------------------------- \| ------------------------- \| ------------------------- \| ------------------------- \| ------------------------- \| \| 1-й \| Филиппо Ганна \| Италия \| 47' 47 \| \| \| 2-й \| Ваут Ван Арт \| Бельгия \| + 6 \| \| \| 3-й \| Ремко Эвенепул \| Бельгия \| + 44 \| \| \| 4-й \| Каспер Асгрин \| Дания \| + 46 \| \| \| 5-й \| Штефан Кюнг \| Швейцария \| + 1' 07 \| \| \| 6-й \| Тони Мартин \| Германия \| + 1' 18 \| \| \| 7-й \| Стефан Биссеггер \| Швейцария \| + 1' 26 \| \| \| 8-й \| Итан Хейтер \| Великобритания \| + 1' 27 \| \| \| 9-й \| Эдоардо Аффини \| Италия \| + 1' 49 \| \| \| 10-й \| Тадей Погачар \| Словения \| + 1' 53 \| \| \| 11-й \| Макс Вальшайд \| Германия \| + 1' 54 \| \| \| 12-й \| Йос Ван Эмден \| Нидерланды \| + 1' 54 \| \| \| 13-й \| Нелсон Оливейра \| Португалия \| + 1' 55 \| \| \| 14-й \| Реми Каванья \| Франция \| + 1' 59 \| \| \| 15-й \| Ян Тратник \| Словения \| + 2' 04 \| \| \| 16-й \| Дэниел Бигем \| Великобритания \| + 2' 11 \| \| \| 17-й \| Миккель Бьерг \| Дания \| + 2' 16 \| \| \| 18-й \| Лоусон Крэддок \| США \| + 2' 37 \| \| \| 19-й \| Райан Гиббонс \| ЮАР \| + 2' 37 \| \| \| 20-й \| Юго Уль \| Канада \| + 3' 03 \| \| |                  |                |         |
| |                  |                |         |
| Источник: ProCyclingStats |                  |                |         |
| Генеральная классификация |                  |                |         |
| Гонщик | Гонщик           | Команда        | Время   |
| 1-й | Филиппо Ганна    | Италия         | 47' 47  |
| 2-й | Ваут Ван Арт     | Бельгия        | + 6     |
| 3-й | Ремко Эвенепул   | Бельгия        | + 44    |
| 4-й | Каспер Асгрин    | Дания          | + 46    |
| 5-й | Штефан Кюнг      | Швейцария      | + 1' 07 |
| 6-й | Тони Мартин      | Германия       | + 1' 18 |
| 7-й | Стефан Биссеггер | Швейцария      | + 1' 26 |
| 8-й | Итан Хейтер      | Великобритания | + 1' 27 |
| 9-й | Эдоардо Аффини   | Италия         | + 1' 49 |
| 10-й | Тадей Погачар    | Словения       | + 1' 53 |
| 11-й | Макс Вальшайд    | Германия       | + 1' 54 |
| 12-й | Йос Ван Эмден    | Нидерланды     | + 1' 54 |
| 13-й | Нелсон Оливейра  | Португалия     | + 1' 55 |
| 14-й | Реми Каванья     | Франция        | + 1' 59 |
| 15-й | Ян Тратник       | Словения       | + 2' 04 |
| 16-й | Дэниел Бигем     | Великобритания | + 2' 11 |
| 17-й | Миккель Бьерг    | Дания          | + 2' 16 |
| 18-й | Лоусон Крэддок   | США            | + 2' 37 |
| 19-й | Райан Гиббонс    | ЮАР            | + 2' 37 |
| 20-й | Юго Уль          | Канада         | + 3' 03 |